# Erik A. Petschler
Erik A. Petschler, Erik Arthur Petschler, född 2 september 1881 i Göteborg, död 10 december 1945 i Hedvig Eleonora församling i Stockholm, var en svensk regissör, skådespelare, produktionsledare och skulptör. 
Petschler var son till direktören Hugo Richard Petschler och Augusta Tryselius. Han var gift med författaren Ragnhild E. Ch. Broberg. Efter avslutad skolgång vid läroverket i Göteborg och Stockholm arbetade han som kontorist i Stockholm 1895–1897 innan han övergick till teatern.
Petschler scendebuterade 1897 hos Wilhelm Rydberg och blev 1898 engagerad av Albert Ranft fram till 1918. Däremellan tillhörde han olika teatrar och sällskap, bland annat Dramatiska teatern 1907–1908 och Folkteatern i Göteborg 1908–1911. Han filmdebuterade 1913 i Mauritz Stiller På livets ödesvägar och kom att medverka i drygt 30 filmer varav 13 var ljudfilmer. Som konstnär medverkade han bland annat i Skådespelarnas egen utställning på Fahlcrantz konstgalleri i Stockholm 1937.
Han startade en egen filmskola 1919. År 1921 startade han Petschler-Film, där verkade som författare, regissör och skådespelare. Bolaget gjorde folklustspel som Värmlänningarna och filmfarser som "Luffar-Petter" och Hin och smålänningen. Petschler-Film upphörde 1932. Därefter var Petschler främst verksam som skådespelare i farser.
Makarna Petschler är begravda på Norra begravningsplatsen utanför Stockholm.

## Filmografi
- 1913 – Blodets röst
- 1913 – Mannekängen
- 1913 – På livets ödesvägar
- 1914 – Halvblod
- 1915 – Högsta vinsten
- 1915 – Hämnden är ljuv
- 1915 – Hjälte mot sin vilja
- 1915 – Hans bröllopsnatt
- 1916 – Svartsjukans följder
- 1916 – Hennes kungliga höghet
- 1920 – Baron Olson
- 1920 – Klostret i Sendomir
- 1922 – Luffar-Petter
- 1925 – Öregrund-Östhammar
- 1927 – Hin och smålänningen
- 1928 – A.-B. Gifta Bort Baron Olson
- 1931 – Flickan från Värmland
- 1933 – Fridolf i lejonkulan
- 1936 – Min svärmor - dansösen
- 1938 – Två år i varje klass
- 1938 – Sigge Nilsson och jag
- 1940 – I natt - eller aldrig
- 1941 – Lillebror och jag
- 1941 – Spökreportern
- 1942 – Sexlingar
- 1943 – I mörkaste Småland
- 1945 – Fram för lilla Märta
- 1945 – Kungliga patrasket

### Regi
- 1920 – Baron Olson
- 1921 – Värmlänningarna
- 1922 – Luffar-Petter
- 1925 – Öregrund-Östhammar
- 1927 – Hin och smålänningen
- 1927 – Bröllopet i Bränna
- 1928 – A.-B. Gifta Bort Baron Olson
- 1931 – Flickan från Värmland
- 1933 – Halta Lena och vindögde Per

### Filmmanus
- 1922 – Luffar-Petter
- 1927 – Hin och smålänningen
- 1928 – A.-B. Gifta Bort Baron Olson

## Teater

### Roller (ej komplett)
| År   | Roll                                    | Produktion                                                                                    | Regi            | Teater                     |
| ---- | --------------------------------------- | --------------------------------------------------------------------------------------------- | --------------- | -------------------------- |
| 1898 | Petersen, kypare                        | Familjen Jensen Edgard Høyer                                                                  | Albert Ranft    | Svenska teatern, Stockholm |
| 1899 | Weinbold, informator Andre unge vävaren | Vävarna Gerhart Hauptmann                                                                     | Harald Molander | Svenska teatern, Stockholm |
| 1902 | Thomas Long Greve von Stahlburg         | Sherlock Holmes Walter Christmas                                                              |                 | Svenska teatern            |
| 1908 | Nisse                                   | Samvetets mask Ludwig Anzengruber                                                             | Gustaf Linden   | Dramaten                   |
| 1909 | Marc-Arron                              | Ett revolutionsbröllop (Revolutionsbryllup) Sophus Michaëlis                                  | Emil Strömberg  | Folkteatern, Lorensberg    |
| 1912 | Maxime                                  | Spökhotellet Georges Feydeau och Maurice Desvallieres                                         | Albert Ranft    | Vasateatern                |
| 1913 | Theodor von Gahl                        | Som man är klädd... Gábor Drégely                                                             | Knut Nyblom     | Vasateatern                |
| 1913 | Raffles                                 | Amatörtjuven (Raffles, The Amateur Cracksman) E. W. Hornung och Eugene Presbrey               | Knut Nyblom     | Vasateatern                |
| 1914 | Robellede                               | Affären Costa Negra Gustaf Janson                                                             | Knut Nyblom     | Vasateatern                |
| 1914 | Sumner Holbrook                         | Kontanter (Ready Money) James Montgomery                                                      | Knut Nyblom     | Vasateatern                |
| 1914 | Anton Tidemeijer                        | Spanska flugan (Die spanische Fliege) Franz Arnold och Ernst Bach Översättning Algot Sandberg | Knut Nyblom     | Vasateatern                |
| 1914 | Anatole Ripoulet                        | Hon – eller ingen (Une affaire scandaleuse) Paul Gavault och Maurice Ordonneau                | Knut Nyblom     | Vasateatern                |
| 1914 | Ministerialrådet                        | Trötte Teodor Max Neal och Max Ferner                                                         | Knut Nyblom     | Vasateatern                |
| 1915 | Guido Uhl                               | Nattfrämmande Fritz Friedmann-Frederich                                                       |                 | Vasateatern                |
| 1915 | von Esel                                | Inkvartering Dick Digerman                                                                    | Oscar Byström   | Vasateatern                |
| 1915 | Peter Siloks                            | Niobe Harry Paulton och Edward Paulton                                                        | Oscar Byström   | Vasateatern                |
| 1915 | En poliskommissarie                     | English spoken Tristan Bernard                                                                |                 | Vasateatern                |
| 1917 | Brichoux                                | Fru Marjolins gudson Maurice Hennequin, Pierre Veber och Henry de Gorsse                      | Knut Nyblom     | Vasateatern                |
| 1917 | Peter Prop                              | Pultronen Lechmere Worrall och Harold Terry                                                   | Knut Nyblom     | Vasateatern                |
| 1917 | Francis                                 | Lilla yrhättan H. M. Harwood                                                                  | Knut Nyblom     | Vasateatern                |
| 1917 | Birger Stenström                        | Dollarmiljonen Anders Eje                                                                     | Knut Nyblom     | Vasateatern                |
| 1917 | Hans                                    | Victor Lundbergs barn Hans Sturm                                                              | Knut Nyblom     | Vasateatern                |
| 1917 | Erik                                    | En piga bland pigor Ernst Fastbom                                                             | Ernst Fastbom   | Vasateatern                |
| 1918 | Sir Willfred Gates Darby                | Äktenskapskarusellen Langdon Mitchell                                                         |                 | Vasateatern                |